# نرسنیتسا
نرسنیتسا (به صربی: Neresnica) یک منطقهٔ مسکونی در صربستان است که در کوچوو واقع شده‌است.